# Euskaltel-Euskadi/2009
Deze pagina geeft een overzicht van de wielerploeg Euskaltel-Euskadi in 2009.

## Algemeen
Sponsors: Euskaltel (telecom)
Algemeen manager: Miguel Madariaga
Technisch directeur: Igor González de Galdeano
Ploegleiders: Xabier Carbayeda, Gorka Gerrikagoitia, Jon Odriozola
Fietsmerk: Orbea
Materiaal en banden: Shimano, Vittoria

## Renners
| Naam                               | Geboortedatum | Nationaliteit | Ploeg 2008 |
| ---------------------------------- | ------------- | ------------- | ---------- |
| Josu Agirre                        | 23-05-1981    | Spanje        |            |
| Igor Antón Hernandez               | 02-03-1983    | Spanje        |            |
| Francisco Javier Aramendia Lorente | 03-12-1986    | Spanje        |            |
| Mikel Astarloza                    | 17-11-1979    | Spanje        |            |
| Jorge Azanza Soto                  | 16-06-1982    | Spanje        |            |
| Sergio De Lis De Andrés            | 09-05-1986    | Spanje        | Orbea      |
| Koldo Fernández                    | 13-09-1981    | Spanje        |            |
| Aitor Galdós                       | 08-11-1979    | Spanje        |            |
| Markel Irizar                      | 05-02-1980    | Spanje        |            |
| Iñaki Isasi Flores                 | 20-04-1977    | Spanje        |            |
| Andoni Lafuente                    | 06-09-1985    | Spanje        |            |
| Iñigo Landaluze                    | 09-05-1977    | Spanje        |            |
| Egoi Martínez                      | 15-05-1978    | Spanje        |            |
| Mikel Nieve                        | 26-05-1984    | Spanje        | Orbea      |
| Juan José Oroz Ugalde              | 11-07-1980    | Spanje        |            |
| Alan Pérez                         | 15-07-1982    | Spanje        |            |
| Rubén Pérez                        | 30-10-1981    | Spanje        |            |
| Samuel Sánchez Gonzalez            | 05-02-1978    | Spanje        |            |
| Amets Txurruka Ansola              | 10-11-1982    | Spanje        |            |
| Pablo Urtasun                      | 29-03-1980    | Spanje        | LA - MSS   |
| Iván Velasco                       | 07-02-1980    | Spanje        |            |
| Gorka Verdugo Markotegui           | 04-11-1978    | Spanje        |            |

## Belangrijke overwinningen
Ronde van de Algarve 2009
2e etappe: Koldo Fernández
GP Llodio
winnaar: Samuel Sánchez
Ronde van Frankrijk 2009
16e etappe: Mikel Astarloza
1994 · 1995 · 1996 · 1997 · 1998 · 1999 · 2000 · 2001 · 2002 · 2003 · 2004 · 2005 · 2006 · 2007 · 2008 · 2009 · 2010 · 2011 · 2012 · 2013
AG2R-La Mondiale · Astana · Bbox-Bouygues Telecom/2009 · Caisse d'Epargne · Cofidis · Team Columbia · Team CSC Saxo Bank · Euskaltel-Euskadi · Française des Jeux · Fuji-Servetto · Garmin-Chipotle · Katjoesja · Lampre-NGC · Liquigas · Team Milram · Quick·Step · Rabobank · Silence-Lotto